# Pegomya terminalis
Pegomya terminalis är en tvåvingeart som först beskrevs av Camillo Rondani 1866.  Pegomya terminalis ingår i släktet Pegomya och familjen blomsterflugor. Inga underarter finns listade i Catalogue of Life.